# 미원면
미원면(米院面)은 대한민국 충청북도 청주시 상당구의 면이다.

## 개요
미원(米院)은 가뭄에도 물이 마르지 않아 쌀농사를 잘 지었다 해서 '쌀안'이라고 불린 것을 한자로 바꾼 말이다. 청주 시가지에서 동쪽으로 25km에 위치하고 있으며, 괴산군 청천면, 서쪽으로 낭성면, 북쪽으로 내수읍과 증평군 증평읍, 남쪽으로 보은군에 접하고 있으며 청주·보은·증평·괴산으로 통하는 국도 및 지방도가 사방으로 뻗어 있다.
구룡천과 미원천 유역에는 하곡평야가 좁고 길게 발달하였으나 산간 고랭지로 벼와 잡곡, 고추·배추를 많이 재배한다. 특용작물로 인삼이 있고, 한우 및 육우사육, 조경수 재배 등으로도 많은 소득을 올리고 있다.

## 교육
- 미원초등학교 (미원리)
  - 금관분교 (금관리)
  - 기암분교
  - 용곡분교
  - 종암분교
- 미원중학교 (미원리)

## 연혁
- 1914년 4월 1일 청주군 미원면 (23법정리)

| 조선총독부령 제111호 | |
| 구 행정구역 | 신 행정구역 |
| 청주군 산내이상면 계당리/후운동/두원리/내기동, 개동/금선리/가목정리/풍호대리 일부/방지리 일부/관동, 지왕리/소암리/어미리/방지리 일부/인봉리, 감전리/감운리/우담리/유령리, 굴암리/운서리/운동리/인풍리/대전리/마항리/화천리/옥호리/(보은군 주성면)봉황리, 옥계동/월암동/서당리/풍호대리 일부 | 미원면 계원리, 금관리, 어암리, 옥화리, 운암리, 월용리 |
| 청주군 산내일면 팔계리/송동리/행정리/자양리/송동 일부, 구방리/국촌리/궁치리 일부/구마평리 일부/항동 일부, 가암리/영곡리/기곡리/둔동/수락리/송동 일부, 기암리/구마리/구마평리 일부/항동 일부/구암리 일부, 산리/화곡리 일부/내곡리/율동/한판리/수곡리/외삼곡리 일부, 덕촌리/회곡동, 대동리/상적리/상신리/하신리/분치리 일부, 약계리/악포리/화곡리 일부/송정리 일부/옥계리, 동판리/송교리/원산리/외삼곡리 일부/대판리 일부/수곡리 일부, 송정리 일부/상이리 일부/하이리 일부, 용동리/관곡리/화원리 일부/손목포리 일부, 석교리/후명리/운곡리/화정리/장성리/구암리 일부, 용암리/운송리/운곡리 일부, 하적리/화암리/농곡리/손목포리 일부/성화리/분치리 일부, 동산리/다락동/상이리 일부/하이리 일부, 화원리 일부/삼흥리/신왕리, 화동리/장동리 | 미원면 가양리, 구방리, 기암리(基岩里), 기암리(岐岩里), 내산리, 대덕리, 대신리, 미원리, 수산리, 쌍이리, 용곡리, 운교리, 운용리, 종암리, 중리, 화원리, 화창리 |
- 1946년 4월 1일 청원군 미원면
- 1989년 1월 1일 낭성면의 성대리를 편입
- 2014년 7월 1일 청주시 상당구 미원면

## 행정 구역
| 법정리       | 한자명 | 행정리                                      | 비고     |
| ------------ | ------ | ------------------------------------------- | -------- |
| 미원리       | 米院里 | 미원1리, 미원2리, 미원3리, 미원5리, 미원6리 | 면소재지 |
| 쌍이리       | 雙耳里 | 쌍이리                                      |          |
| 중리         | 中里   | 중1리, 중2리                                |          |
| 내산리       | 內山里 | 내산1리, 내산2리, 내산3리                   |          |
| 구방리       | 九芳里 | 구방1리, 구방2리, 구방3리                   |          |
| 기암리(岐岩) | 岐岩里 | 기암리                                      |          |
| 운교리       | 雲橋里 | 운교1리, 운교2리                            |          |
| 대덕리       | 大德里 | 대덕리                                      |          |
| 운용리       | 雲龍里 | 운용리                                      |          |
| 화원리       | 花原里 | 화원리                                      |          |
| 용곡리       | 龍谷里 | 용곡1리, 용곡2리                            |          |
| 수산리       | 壽山里 | 수산1리, 수산2리                            |          |
| 기암리(基岩) | 基岩里 | 기암1리, 기암2리                            |          |
| 가양리       | 佳陽里 | 가양1리, 가양2리                            |          |
| 화창리       | 禾倉里 | 화창리                                      |          |
| 종암리       | 鍾岩里 | 종암1리, 종암2리                            |          |
| 대신리       | 大新里 | 대신1리, 대신2리                            |          |
| 운암리       | 雲岩里 | 운암1리, 운암2리, 운암3리                   |          |
| 옥화리       | 玉花里 | 옥화1리, 옥화2리                            |          |
| 월용리       | 月龍里 | 월용1리, 월용2리                            |          |
| 금관리       | 錦寬里 | 금관1리, 금관2리, 금관3리                   |          |
| 어암리       | 漁岩里 | 어암1리, 어암2리                            |          |
| 계원리       | 桂院里 | 계원리                                      |          |
| 성대리       | 城臺里 | 성대1리, 성대2리, 성대3리                   |          |
| 24리         |        | 48행정리                                    |          |